# Exocentrus laosicus
Exocentrus laosicus är en skalbaggsart som beskrevs av Stefan von Breuning 1963. Exocentrus laosicus ingår i släktet Exocentrus och familjen långhorningar.
Artens utbredningsområde är Laos. Inga underarter finns listade i Catalogue of Life.